# UFC 316
UFC 316: Dvalishvili vs. O'Malley 2 — турнир по смешанным единоборствам, организованный Ultimate Fighting Championship, который был проведён 7 июня 2025 года на спортивной арене «Prudential Center» в городе Ньюарк, штат Нью-Джерси, США.

## Подготовка турнира
Турнир станет одиннадцатым мероприятием организации, проведённым в Ньюарке, после того, как в последний раз здесь был проведён турнир UFC 302 в июне 2024 года.

### Главные события турнира
В качестве заглавного события запланирован бой за титул чемпиона UFC в легчайшем весе, в котором встретятся действующий чемпион грузин Мераб Двалишвили и бывший чемпион американец Шон О`Мэлли (#1 в рейтинге). Этот поединок станет титульным реваншем для бойцов, так как ранее они встречались в сентябре 2024 на турнире UFC 306, где Двалишвили забрал у О`Мэлли титул чемпиона, победив его единогласным решением.
| Соглавное событие — Лёгчайший вес — Бой за титул чемпиона | Соглавное событие — Лёгчайший вес — Бой за титул чемпиона | Соглавное событие — Лёгчайший вес — Бой за титул чемпиона |
| --- | --- | --------------------------------------------------------- |
| Мераб Двалишвили | | Шон О`Мэлли                                               |
| MERAB DVALISHVILI / მერაბ დვალიშვილი «The Machine» (Машина) 34 года (10.01.1991) Рост 168 см, размах рук 173 см, вес 60,78 кг Гражданство: / Происхождение: Место рождения: Тбилиси, Грузия Представляет: Лонг-Айленд-Сити, Нью-Йорк, США / Тбилиси, Грузия «Serra-Longo Fight Team» Дебют в UFC — 09.12.2017 (с рекордом 6-2) Бонусы «Fight of the Night» (2) / «Perfomance of the Night» (1) Действующий чемпион UFC в легчайшем весе (09.2024-н.в., защиты 1/1) Чемпион Ring of Combat в легчайшем весе (2017, защиты 1/1) | SEAN DANIEL O`MALLEY «Suga» (Сахарок / Сладкий) 30 лет (24.10.1994) Рост 180 см, размах рук 183 см, вес 61,23 кг Гражданство: Происхождение: Место рождения: Хелена, Монтана, США Представляет: Финикс, Аризона, США «MMA Lab» Дебют в UFC - 01.12.2017 (с рекордом 8-0) Бонусы "Fight of the Night" (3) / "Perfomance of the Night" (6) Бывший чемпион UFC в легчайшем весе (08.2023-09.2024, защиты 1/2) Победитель DWCS 2 (2017) |                                                           |
| Последние бои: 18.01.2025, Умар Нурмагомедов (#2), UDEC 14.09.2024, Шон О`Мэлли (ч), UDEC 17.02.2024, Генри Сехудо (#3), UDEC 11.03.2023, Пётр Ян (#2), UDEC 20.08.2022, Жозе Алду (#3), UDEC | Последние бои: UDEC, Мераб Двалишвили (#1), 14.09.2024 UDEC, Марлон Вера (#5), 09.03.2024 TKO2, Алджамейн Стерлинг (ч), 19.08.2023 SDEC, Пётр Ян (#1), 22.10.2022 NC, Педру Муньюс (#9), 02.07.2022 |                                                           |

Соглавным событием станет бой за титул чемпиона UFC в женском легчайшем весе, в котором встретятся действующая двукратная чемпионка (также победительницей турнира The Ultimate Fighter 18) Джулианна Пенья и бывшая двукратная чемпионка PFL в женском легчайшем весе (также двукратная олимпийская чемпионка по дзюдо) Кайла Харрисон (#2 в рейтинге).
| Соглавное событие — Женский лёгчайший вес — Бой за титул чемпиона | Соглавное событие — Женский лёгчайший вес — Бой за титул чемпиона | Соглавное событие — Женский лёгчайший вес — Бой за титул чемпиона |
| --- | --- | ----------------------------------------------------------------- |
| Джулианна Пенья | | Кайла Харрисон                                                    |
| JULIANNA NICOLE PEÑA «The Venezuelan Vixen» (Венесуэльская лисица) 35 лет (19.08.1989) Рост 168 см, размах рук 175 см, вес 61,2 кг Гражданство: Происхождение: / Место рождения: Спокан, Вашингтон, США Представляет: Чикаго, Иллинойс, США «Sikjitsu» Дебют в UFC - 30.11.2013 (с рекордом 3-2) Бонусы "Perfomance of the Night" (2) Действующая двукратная чемпионка UFC в легчайшем весе (10.2024-н.в.) Чемпионка UFC в легчайшем весе (12.2021-07.2022, защиты 0/1) Победитель The Ultimate Fighter 18 (2013) | KAYLA JEAN HARRISON нет прозвища 34 года (02.07.1990) Рост 173 см, размах рук 168 см, вес 61,7 кг Гражданство: Происхождение: Место рождения: Мидлтаун, Огайо, США Представляет: Мидлтаун, Огайо, США «American Top Team» Дебют в UFC - 13.04.2024 (с рекордом 16-1) Претендент на титул чемпионки UFC в легчайшем весе Двукратный победитель гран-при PFL в жен.лёгком весе (2019, 2021) Двукратная олимпийская чемпионка по дзюдо (2012, 2016) |                                                                   |
| Последние бои: 05.10.2024, Ракель Пеннингтон (ч), SDEC 30.07.2022, Аманда Нунис (#1), UDEC 11.12.2021, Аманда Нунис (ч), SUB2 24.01.2021, Сара Макмэнн (#9), SUB3 04.10.2020, Жермейн де Рандами (#1), SUB3 | Последние бои: UDEC, Кетлин Виейра (#2), 05.10.2024 SUB1, Холли Холм (#5), 13.04.2024 (дебют в UFC) UDEC, Аспен Лэдд, 24.11.2023 (PFL, промеж.вес 150) UDEC, Ларисса Пачеко, 25.11.2022 (PFL, лёгкий вес) SUB1, Мартина Жиндрова, 20.08.2022 (PFL, лёгкий вес) |                                                                   |

### Изменения карда турнира
На это событие запланирован бой в легчайшем весе между бывшим претендентом на титул чемпиона UFC в легчайшем весе Марлоном Верой и Марио Баутистой. Ранее ожидалось, что они встретятся на UFC Fight Night: Sandhagen vs. Figueiredo в мае, но по неизвестным причинам бой был перенесен на это событие.
На это мероприятие запланирован бой в наилегчайшем весе между Бруно Густаво да Силвой и Джошуа Ваном. Ранее они должны были выступить на UFC 313 в апреле, но Силва был вынужден сняться из-за травмы.

### Анонсированные бои
| Бой | Весовая категория     | Участники боёв и их статистика перед боем (рекорд ММА / рекорд UFC / серия) | Участники боёв и их статистика перед боем (рекорд ММА / рекорд UFC / серия) | Участники боёв и их статистика перед боем (рекорд ММА / рекорд UFC / серия) | Участники боёв и их статистика перед боем (рекорд ММА / рекорд UFC / серия) | Участники боёв и их статистика перед боем (рекорд ММА / рекорд UFC / серия) | Участники боёв и их статистика перед боем (рекорд ММА / рекорд UFC / серия) | Участники боёв и их статистика перед боем (рекорд ММА / рекорд UFC / серия) | Участники боёв и их статистика перед боем (рекорд ММА / рекорд UFC / серия) | Участники боёв и их статистика перед боем (рекорд ММА / рекорд UFC / серия) | Участники боёв и их статистика перед боем (рекорд ММА / рекорд UFC / серия) | Участники боёв и их статистика перед боем (рекорд ММА / рекорд UFC / серия) | Участники боёв и их статистика перед боем (рекорд ММА / рекорд UFC / серия) |
| |                       | Главный кард (Main Card, PPV)                                               |                                                                             |                                                                             |                                                                             |                                                                             |                                                                             |                                                                             |                                                                             |                                                                             |                                                                             |                                                                             |                                                                             |
| 1 | Легчайший вес         | Мераб Двалишвили Merab «The Machine» Dvalishvili                            | Ч                                                                           | 19-4                                                                        | 12-2                                                                        | +12                                                                         | vs.                                                                         | Шон О`Мэлли «Suga» Sean O'Malley                                            | #1 exЧ, CS                                                                  | 18-2 (1)                                                                    | 10-2 (1)                                                                    | -1                                                                          | [ 5 ]                                                                       |
| 2 | Жен. легчайший вес    | Джулианна Пенья Julianna «The Venezuelan Vixen» Peña                        | Ч TUFW                                                                      | 13-5                                                                        | 8-3                                                                         | +1                                                                          | vs.                                                                         | Кайла Харрисон Kayla Harrison                                               | #2                                                                          | 18-1                                                                        | 2-0                                                                         | +3                                                                          | [ 6 ]                                                                       |
| 3 | Средний вес           | Келвин Гастелум Kelvin Gastelum                                             | exT(3) exПВ, TUFW                                                           | 20-9 (1)                                                                    | 13-9 (1)                                                                    | +1                                                                          | vs.                                                                         | Джо Пайфер Joe «Bodybagz» Pyfer                                             | CS                                                                          | 13-3                                                                        | 4-1                                                                         | +1                                                                          | [ 7 ]                                                                       |
| 4 | Легчайший вес         | Марио Баутиста Mario Bautista                                               | #10 (9)                                                                     | 15-2                                                                        | 9-2                                                                         | +7                                                                          | vs.                                                                         | Патчи Микс▲ Patchy «No Love» Mix                                            | д                                                                           | 20-1                                                                        | -                                                                           | +7                                                                          | [ 8 ]                                                                       |
| 5 | Полусредний вес       | Висенте Луке Vicente «The Silent Assassin» Luque                            | #14 (4) exП, TUF                                                            | 23-10-1                                                                     | 16-5                                                                        | +1                                                                          | vs.                                                                         | Кевин Холланд Kevin «Trailblazer» Holland                                   | exT(10) CS                                                                  | 27-13 (1)                                                                   | 14-10 (1)                                                                   | +1                                                                          | [ 9 ]                                                                       |
| |                       | Предварительный кард (Prelims, ESPN/ESPN+/Disney+)                          |                                                                             |                                                                             |                                                                             |                                                                             |                                                                             |                                                                             |                                                                             |                                                                             |                                                                             |                                                                             |                                                                             |
| 6 | Наилегчайший вес      | Бруну Густаву да Силва Bruno «Bulldog» Silva                                | #12 TUF                                                                     | 14-6-2 (1)                                                                  | 4-3 (1)                                                                     | -1                                                                          | vs.                                                                         | Джошуа Ван Joshua «The Fearless» Van                                        | #14                                                                         | 13-2                                                                        | 6-1                                                                         | +3                                                                          | [ 10 ]                                                                      |
| 7 | Полутяжёлый вес       | Азамат Мурзаканов Azamat «The Professional» Murzakanov                      | #12 (10) CS                                                                 | 14-0                                                                        | 4-0                                                                         | +14                                                                         | vs.                                                                         | Брендсон Рибейру▲ Brendson «The Gorilla» Ribeiro                            | CS                                                                          | 17-7                                                                        | 2-2                                                                         | +2                                                                          | [ 11 ]                                                                      |
| 8 | Тяжёлый вес           | Сергей Спивак Serghei «Polar Bear» Spivac                                   | #7                                                                          | 17-5                                                                        | 8-5                                                                         | -1                                                                          | vs.                                                                         | Вальдо Кортес-Акоста▲ Waldo «Salsa Boy» Cortes-Acosta                       | #11 CS                                                                      | 13-1                                                                        | 6-1                                                                         | +4                                                                          | [ 12 ]                                                                      |
| 9 | Полусредний вес       | Хаос Уильямс Khaos «The Oxfighter» Williams                                 |                                                                             | 15-4                                                                        | 6-3                                                                         | -1                                                                          | vs.                                                                         | Андреас Густафссон▲ Andreas «Bane» Gustafsson                               | д CS                                                                        | 11-2                                                                        | -                                                                           | +3                                                                          | [ 13 ]                                                                      |
| |                       | Ранний предварительный кард (Early Prelims, ESPN+/Disney+)                  |                                                                             |                                                                             |                                                                             |                                                                             |                                                                             |                                                                             |                                                                             |                                                                             |                                                                             |                                                                             |                                                                             |
| 10 | Жен. наилегчайший вес | Ариани да Силва «Queen of Violence» Ariane da Silva                         | #14 (11)                                                                    | 17-10                                                                       | 6-7                                                                         | -2                                                                          | vs.                                                                         | Ван Цун «The Joker» Wang Cong                                               | R2U                                                                         | 7-1                                                                         | 2-1                                                                         | +1                                                                          | [ 14 ]                                                                      |
| 11 | Полулёгкий вес        | Жека Сараги Jeka «Si Tendangan Maut» Saragih                                | R2U                                                                         | 14-4                                                                        | 1-2                                                                         | -1                                                                          | vs.                                                                         | Ю Джу Сан Yoo JooSang                                                       | д                                                                           | 8-0                                                                         | -                                                                           | +8                                                                          | [ 15 ]                                                                      |
| 12 | Лёгкий вес            | Куиллан Солкиллд Quillan Salkilld                                           | CS                                                                          | 8-1                                                                         | 1-0                                                                         | +8                                                                          | vs.                                                                         | Янал Ашмоз Yanal «Red Fox» Ashmouz                                          |                                                                             | 8-1                                                                         | 2-1                                                                         | +1                                                                          | [ 16 ]                                                                      |
| 13 | Лёгкий вес            | Маркель Медерос MarQuel Mederos                                             | CS                                                                          | 10-1                                                                        | 2-0                                                                         | +8                                                                          | vs.                                                                         | Марк Чойнски Mark «The Shark» Choinski                                      | д                                                                           | 8-0                                                                         | -                                                                           | +8                                                                          | [ 17 ]                                                                      |
| |                       | Отменённые бои                                                              |                                                                             |                                                                             |                                                                             |                                                                             |                                                                             |                                                                             |                                                                             |                                                                             |                                                                             |                                                                             |                                                                             |
| | Тяжёлый вес           | Сергей Спивак (Serghei Spivac)                                              | #7                                                                          | 17-5                                                                        | 8-5                                                                         | -1                                                                          | vs.                                                                         | Шамиль Газиев (Shamil Gaziev)▼                                              | #12 (11)                                                                    | 14-1                                                                        | 3-1                                                                         | +2                                                                          | [ 18 ]                                                                      |
| | Полутяжёлый вес       | Джонни Уокер (Johnny Walker)▼                                               | #10 (5)                                                                     | 21-9 (1)                                                                    | 7-6 (1)                                                                     | -2                                                                          | vs.                                                                         | Азамат Мурзаканов (Azamat Murzakanov)                                       | #12 (10)                                                                    | 14-0                                                                        | 4-0                                                                         | +14                                                                         | [ 19 ]                                                                      |
| | Легчайший вес         | Марлон Вера (Marlon Vera)▼                                                  | #7 (3)                                                                      | 23-10-1                                                                     | 15-9                                                                        | -2                                                                          | vs.                                                                         | Марио Баутиста (Mario Bautista)                                             | #10 (9)                                                                     | 15-2                                                                        | 9-2                                                                         | +7                                                                          | [ 9 ]                                                                       |
| | Полусредний вес       | Хаос Уильямс (Khaos Williams)                                               |                                                                             | 15-4                                                                        | 6-3                                                                         | -1                                                                          | vs.                                                                         | Юрош Медич (Uros Medic)▼                                                    | CS                                                                          | 10-3                                                                        | 4-3                                                                         | -1                                                                          | [ 20 ]                                                                      |
| | Полусредний вес       | Хаос Уильямс (Khaos Williams)                                               |                                                                             | 15-4                                                                        | 6-3                                                                         | -1                                                                          | vs.                                                                         | Альберт Тадевосян (Albert Tadevosyan)▲▼                                     | д                                                                           | 13-3-1                                                                      | -                                                                           | +6                                                                          | [ 21 ]                                                                      |
| Условные обозначения: #5 (1) — текущее (лучшее) место бойца в рейтинге, exЧ(В) — бывший чемпион (временный), exП(В) — бывший претендент на титул чемпиона (временного), exТ(3) — боец входил в рейтинг Топ-15 (лучшее место в рейтинге), д — дебютант, CS — боец участвовал в Претендентской серии Дэйны Уайта, R2U — боец участвовал в шоу Road To UFC, TUF — боец участвовал в шоу The Ultimate Fighter, TUFW — боец являлся победителем The Ultimate Fighter, WEC/SF — боец выступал в WEC или Strikeforce до объединения этих организаций с UFC. |                       |                                                                             |                                                                             |                                                                             |                                                                             |                                                                             |                                                                             |                                                                             |                                                                             |                                                                             |                                                                             |                                                                             |                                                                             |

## Церемония взвешивания
Результаты официальной церемонии взвешивания бойцов перед турниром.
| Весовая категория и допустимый лимит в фунтах | Весовая категория и допустимый лимит в фунтах | Участники боёв и их вес в фунтах | Участники боёв и их вес в фунтах | Участники боёв и их вес в фунтах | Участники боёв и их вес в фунтах |
| --------------------------------------------- | --------------------------------------------- | -------------------------------- | -------------------------------- | -------------------------------- | -------------------------------- |
| Легчайший вес                                 | 135                                           | Мераб Двалишвили                 | 134                              | Шон О`Мэлли                      | 135                              |
| Легчайший вес (женщины)                       | 135                                           | Джулианна Пенья                  | 135                              | Кайла Харрисон                   | 135                              |
| Средний вес                                   | 185 (+1)                                      | Келвин Гастелум                  | 185                              | Джо Пайфер                       | 185                              |
| Легчайший вес                                 | 135 (+1)                                      | Марио Баутиста                   | 135,1                            | Патчи Микс                       | 135,1                            |
| Полусредний вес                               | 170 (+1)                                      | Висенте Луке                     | 170                              | Кевин Холланд                    | 170,1                            |
| Наилегчайший вес                              | 125 (+1)                                      | Бруну Густаву да Силва           | 125                              | Джошуа Ван                       | 125,1                            |
| Полутяжёлый вес                               | 205 (+1)                                      | Азамат Мурзаканов                | 205                              | Брендсон Рибейру                 | 205                              |
| Тяжёлый вес                                   | 265 (+1)                                      | Сергей Спивак                    | 251                              | Вальдо Кортес-Акоста             | 265                              |
| Полусредний вес                               | 170 (+1)                                      | Хаос Уильямс                     | 170                              | Андреас Густафссон               | 170                              |
| Наилегчайший вес (женщины)                    | 125 (+1)                                      | Ариани да Силва                  | 132 *                            | Ван Цун                          | 125                              |
| Полулёгкий вес                                | 145 (+1)                                      | Жека Сараги                      | 145                              | Ю Джу Сан                        | 145,1                            |
| Лёгкий вес                                    | 155 (+1)                                      | Куиллан Солкиллд                 | 156                              | Янал Ашмоз                       | 155                              |
| Лёгкий вес                                    | 155 (+1)                                      | Маркель Медерос                  | 155                              | Марк Чойнски                     | 155                              |

[*] Ариани да Силва не смогла уложиться в лимит наилегчайшей весовой категории (превышение составило 6 фунтов) и будет оштрафована на 25% от гонорара в пользу соперницы. Бой пройдёт в промежуточном весе 132 фунта.

## Результаты турнира
В главном бою вечера Мераб Двалишвили победил Шона О`Мэлли удушающим приёмом в 3-м раунде.
В соглавном бою Кайла Харрисон победила Джулианну Пенью болевым приёмом во 2-м раунде.
| Бой    | Весовая категория        | Результат боя               | Результат боя        | Результат боя | Результат боя | Результат боя | Результат боя          | Результат боя | Способ победы                                 | Раунд | Время | Рефери в ринге |
|        |                          | Главный кард                |                      |               |               |               |                        |               |                                               |       |       |                |
| Бой 13 | Легчайший вес            |                             | Мераб Двалишвили     | Ч             | поб.          |               | Шон О`Мэлли            | #1            | Сдача, удушающий приём (север-юг)             | 3     | 4:42  | Джейсон Херцог |
| Бой 12 | Жен. легчайший вес       |                             | Кайла Харрисон       | #2            | поб.          |               | Джулианна Пенья        | Ч             | Сдача, болевой приём (кимура) **              | 2     | 4:55  | Витор Рибейро  |
| Бой 11 | Средний вес              |                             | Джо Пайфер           |               | поб.          |               | Келвин Гастелум        |               | Единогласное решение (29–28, 29–27, 30–27)    | 3     | 5:00  | Майк Белтран   |
| Бой 10 | Легчайший вес            |                             | Марио Баутиста       | #10           | поб.          |               | Патчи Микс             | д             | Единогласное решение (29–28, 30–27, 30–27)    | 3     | 5:00  | Кит Питерсон   |
| Бой 9  | Полусредний вес          |                             | Кевин Холланд        |               | поб.          |               | Висенте Луке           | #14           | Сдача, удушающий приём (д`Арс)                | 2     | 1:03  | Кит Питерсон   |
|        |                          | Предварительный кард        |                      |               |               |               |                        |               |                                               |       |       |                |
| Бой 8  | Наилегчайший вес         |                             | Джошуа Ван           | #14           | поб.          |               | Бруну Густаву да Силва | #12           | Технический нокаут (кросс справа и добивание) | 3     | 4:01  | Витор Рибейро  |
| Бой 7  | Полутяжёлый вес          |                             | Азамат Мурзаканов    | #12           | поб.          |               | Брендсон Рибейру       |               | Технический нокаут (хук слева и добивание)    | 1     | 3:25  | Майк Белтран   |
| Бой 6  | Тяжёлый вес              |                             | Вальдо Кортес-Акоста | #11           | поб.          |               | Сергей Спивак          | #7            | Единогласное решение (30–27, 29–28, 29–28)    | 3     | 5:00  | Майк Белтран   |
| Бой 5  | Полусредний вес          |                             | Андреас Густафссон   | д             | поб.          |               | Хаос Уильямс           |               | Единогласное решение (30–27, 30–26, 30–26)    | 3     | 5:00  | Майк Белтран   |
|        |                          | Ранний предварительный кард |                      |               |               |               |                        |               |                                               |       |       |                |
| Бой 4  | Промежуточный вес (132)* |                             | Ван Цун              |               | поб.          |               | Ариани да Силва        | #14           | Единогласное решение (30–27, 30–27, 30–27)    | 3     | 5:00  | Гаспер Оливер  |
| Бой 3  | Полулёгкий вес           |                             | Ю Джу Сан            | д             | поб.          |               | Жека Сараги            |               | Нокаут (контр-хук слева)                      | 1     | 0:28  | Кит Питерсон   |
| Бой 2  | Лёгкий вес               |                             | Куиллан Солкиллд     |               | поб.          |               | Янал Ашмоз             |               | Единогласное решение (30–27, 29–28, 29–28)    | 3     | 5:00  | Гаспер Оливер  |
| Бой 1  | Лёгкий вес               |                             | Маркель Медерос      |               | поб.          |               | Марк Чойнски           | д             | Единогласное решение (30–27, 30–27, 29–28)    | 3     | 5:00  | Джейсон Херцог |

[**] Рефери в ринге снял с Пеньи один балл в 1-м раунде за запрещённые удары в партере.

## Награды
Следующие бойцы были удостоены денежного бонуса в размере $50,000:
- Лучший бой вечера: не присуждался
- Выступление вечера: Мераб Двалишвили, Кайла Харрисон, Кевин Холланд и Ю Джу Сан